# Datorunderstödd sociologi

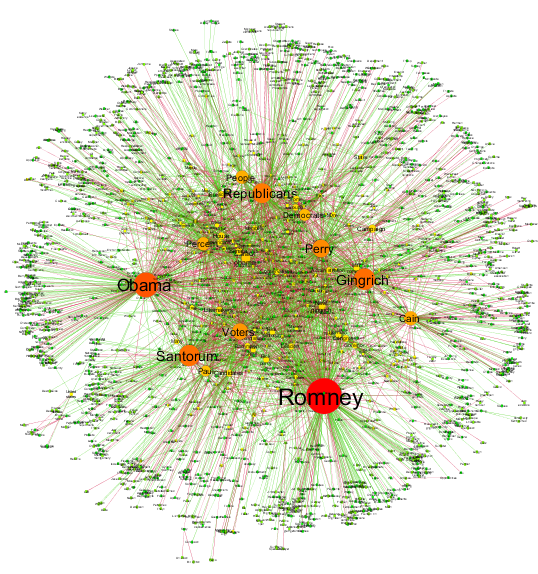
Visualisering av en datorunderstödd narrativ analys av det amerikanska presidentvalet 2012.

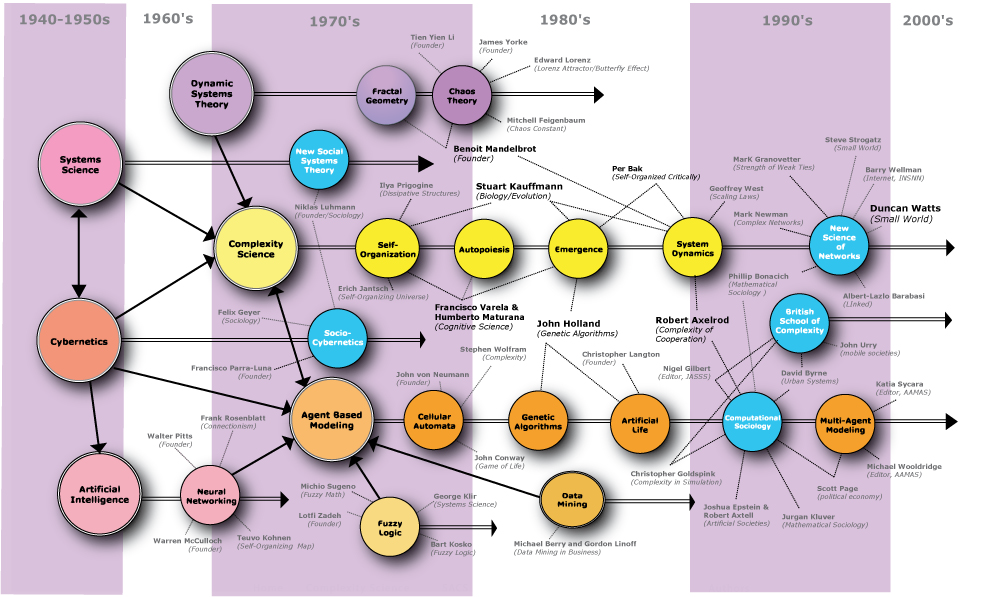
Historisk karta över forskningsparadigm kring sociologi och komplexitetsteori.

Datorunderstödd sociologi är ett fält som växt fram i takt med att sociologer börjat nyttja metoder vilka kräver stora mängder processorkraft.

## Överblick
Genom att utnyttja datorsimuleringar, snäv-ai, storskalig textanalys och komplexa statistiska metoder, exempelvis gällande analys av sociala medier. Kännetecknande för den datorintensiva sociologiska analysen är testandet av teorier från mikro till makro, snarare än tvärt om. Trots att ämnet och metodologin skiljer sig åt från naturvetenskap och datalogi, har flera av metoderna som nyttjas i samtida datorunderstödda simulationsstudier kommit från fält som fysik och artificiell intelligens.
På samma vis har även vissa metoder vilka härrör ur datasociologin kommit att nyttjas i naturvetenskapen. Exempelvis mått på nätverkscentralitet från nätverksanalysen. Koncept som komplexa system, icke-linjära relationer mellan makro och mikroprocesser och emergens har blivit alltmer vanligt i den sociologiska vokabulären. Ett praktiskt och välkänt exempel är konstruktionen av en datormodell i form av ett "artificiellt samhälle", med vilket forskare kan analysera strukturen av ett socialt system. Den datorunderstödda sociologin ligger som fält nära, och interagerar med komplexitetsteori.